# Louis Rilliet de Constant
Louis Rilliet de Constant, Taufname Frédéric Jacques Louis Rilliet de Constant (geb. 17. Januar 1794 in Mont-sur-Rolle; gest. 16. Dezember 1856 in Genf, auch Louis Rilliet-Constant) war ein Schweizer Offizier und Politiker.

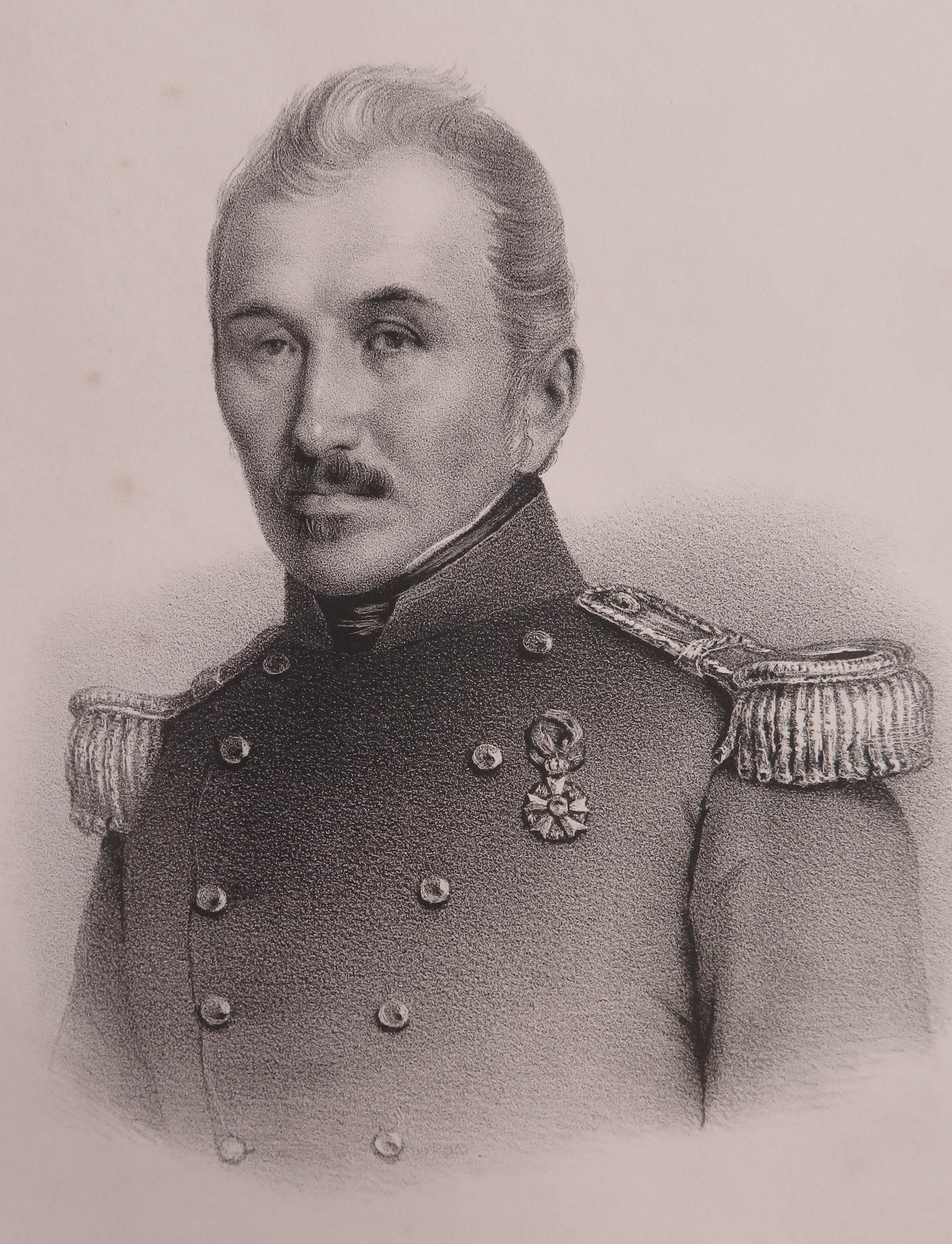
Louis Rilliet de Constant

Sein Vater war Horace Bénédict Rillete, seine Mutter Anne-Rosalie de Constant-Achard.
Er besuchte von 1807 bis 1810 die Académie de Genève, wo er einen humanistischen Studiengang belegte. Von 1810 bis 1812 war er an der École militaire in Saint-Germain-en-Laye.
Von 1812 bis 1822 war er in Frankreich als Berufsmilitarist tätig. In der Schweiz war er von 1850 bis 1856 Oberst der Kavallerie.
Seine politische Karriere begann im Jahr 1821 als Repräsentant des Grossen Rates von Genf. Jeweils in den Jahren 1836, 1837 und 1847 war er als Tagsatzungsgesandter des Kantons Genf tätig. Im Jahr 1841 war er Verfassungsratsmitglied, von 1842 bis 1846 als Mitglied des Grossen Rates von Genf tätig, und in der Legislaturperiode 1847/48 auch Genfer Staatsrat.

## Werke
- Chronique de Saint-Cergues. Ch. Gruaz, Genf 1839 (französisch).
- Une année de l’histoire du Valais. Jullien, Genf 1841 (französisch).
- Le Valais de 1840 à 1844, suite à une Histoire du Valais. Bridel, Lausanne 1845 (französisch).
- Novembre et décembre 1847. Fribourg, Valais et la première division. Staempfli/Schulthess, Bern/Zürich 1848 (französisch).